# بياتريس الليندي
بياتريس خيمينا الليندي بوسي (8 سبتمبر 1943 - 11 أكتوبر 1977) كان سياسيًا اشتراكيًا تشيليًا وثوريًا وجراحًا. كانت ابنة الرئيس التشيلي السابق سلفادور أليندي وزوجته هورتينسيا بوسي.

## سيرة شخصية
هي تُعرف باسم تاتي عند عائلتها وأصدقائها، درست الطب في جامعة كونسبسيون وتخرجت كجراح.
متزوجة من الدبلوماسي الكوبي لويس فرنانديز دي أونا ولدیها طفلان، مايا أليخاندرا فرنانديز أليندي(منذ عام 2014 نائب تشيلي) وأليخاندرو سلفادور أليندي فرنانديز.
عندما تم انتخاب والدها رئيسًا لتشيلي في 4 سبتمبر 1970، أصبحت بياتريس أقرب مستشاريه والمتعاونين معه، ، وكانت متواصلا مع عناصر اليسار التشيلي والدولي. خلال انقلاب بينوشيه، ورغم حملها، بقيت مع والدها في قصر لا مونيدا الرئاسي، لم يغادروا إلا عندما أمر الرئيس أليندي جميع النساء والأطفال بالإخلاء. أُجبرت على النفي إلى كوبا مع والدتها وأخواتها وابنتها. أثناء وجودها في المنفى في هافانا شغلت منصب السكرتير التنفيذي للجنة التضامن ضد الإمبريالية.
كانت تعمل بياتريس أليندي في اللجنة الشيلية للتضامن ضد الإمبريالية في هافانا كسكرتيرة .بعد أربع سنوات وشهر واحد من وفاة والدها وانقلاب أوجوستو بينوشيه التشيلي عام 1973 ، ماتت منتحرة بسلاح ناري في 11 أكتوبر 1977 تم دفن جثتها في بانثيون القوات المسلحة الثورية في مقبرة كولون في هافانا. 

## تحية بعد وفاتها
للدفاع عن شخصيتها قرر مناضلو الحزب التقدمي التشيلي لتحمل اسمها في تنظيم جبهة المرأة التقدمية تاتي الليندي. صدر هذا في 11 أكتوبر 2018، في ذكرى وفاتها، مصحوبة بأغنية في تكريمها من ألحان مونيكا بيريوس.

## روابط خارجية
- Historical dictionary of Chile: 3rd Edition By Salvatore Bizzarro